# 沖縄県道217号与那国港線

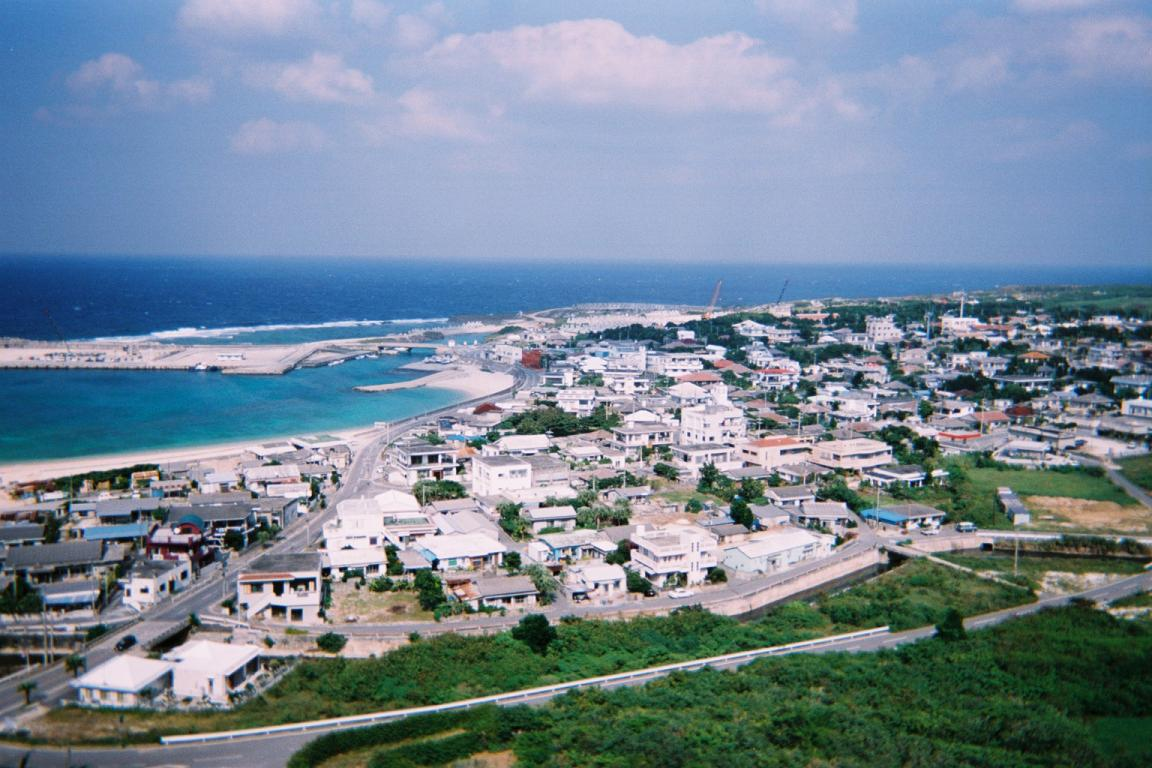
左手奥の祖納地崎と祖納集落とを結ぶ道路が沖縄県道217号与那国港線

沖縄県道217号与那国港線（おきなわけんどう217ごう よなぐにこうせん）は、沖縄県八重山郡与那国町与那国祖納と祖納港とを結ぶ一般県道である。

## 概要

### 区間
- 起点：八重山郡与那国町字与那国祖納（沖縄県道216号与那国島線）[1]
- 終点：八重山郡与那国町字与那国祖納（祖納港）[1]
- 総延長：613m（実延長も同じ）[1]

### 通過自治体
- 八重山郡与那国町（与那国島）[1]

### 交差する道路
- 沖縄県道216号与那国島線（起点）

### 主要施設
- 与那国町役場
- 与那国郵便局
- 祖納港

## 歴史
- 1955年（昭和30年）に琉球政府道として指定。1972年（昭和47年）の本土復帰と同時に県道となった[1]。